# Sombor
Sombor (cyr. Сомбор, węg. Zombor, rus. Зомбор, Zombor) – miasto w północnej Serbii, w Wojwodinie, stolica okręgu zachodniobackiego i siedziba miasta Sombor. Leży w pobliżu granicy z Węgrami, nad Kanałem Dunaj-Cisa-Dunaj. W 2011 roku liczyło 47 623 mieszkańców.
Wśród mieszkańców 63% stanowią Serbowie, 11% Węgrzy, 8% Chorwaci. Miasto jest oficjalnie dwujęzyczne – obok serbskiego używa się języka węgierskiego.

## Charakterystyka
Główny plac miasta nosi nazwę Trg Svetog Trojstva. Władze samorządowe swą siedzibę mają natomiast na placu Cara Uroša. Na placu Republiki zlokalizowane jest Muzeum Miejskie. Za najstarszą budowlę w mieście uważana jest Wieża Paszy, która należy do miejskiego archiwum.

## Gospodarka
W mieście rozwinął się przemysł odzieżowy, akumulatorowy, maszyn rolniczych, obuwniczy, spożywczy oraz chemiczny. Ponadto w mieście znajdują się wytwórnie dywanów oraz firanek.

## Historia
Pierwsza zanotowana historycznie nazwa miasta to Czoborszentmihály. Pochodziła od rodu Czoborów, władających tymi terenami w XIV wieku. W XV wieku w mieście zniesiono twierdzę. W 1541 roku Sombor znalazł się w granicach Imperium Osmańskiego, a w XVII wieku Austrii. Reprezentacyjna zabudowa miasta powstała na przełomie XVIII i XIX wieku. W 1842 roku na miejscu zamku hrabiego Jovana Brankovicia powstał ratusz miejski. W XX wieku Sombor stracił na znaczeniu na rzecz Nowego Sadu. Po zmianach administracyjnych został stolicą okręgu zachodniobackiego.

## Transport
Miasto posiada połączenia kolejowe z Nowym Sadem, Vrbasem i Suboticą. Miejski dworzec autobusowy mieści się przy ulicy Staparski put.